# Joel Alarcón
Joel Alonso Alarcón Limo (* 30. Mai 1981) ist ein peruanischer Fußballschiedsrichter.
Alarcón ist seit September 2014 Schiedsrichter in der peruanischen Primera División und hat in dieser bislang bereits über 215 Ligaspiele geleitet.
Seit 2016 steht Alarcón auf der Liste der FIFA-Schiedsrichter und leitet internationale Fußballpartien. Er hatte bislang drei Einsätze in der Copa Sudamericana und einen Einsatz in der Copa Libertadores. 
Bei der U-15-Südamerikameisterschaft 2017 in Argentinien pfiff Alarcón drei Gruppenspiele. Bei der U-20-Südamerikameisterschaft 2019 in Chile leitete Alarcón zwei Spiele. Bei der U-20-Weltmeisterschaft 2019 in Polen wurde er als Unterstützungsschiedsrichter eingesetzt. Bei der Copa América 2024 in den USA war Alarcón als Videoschiedsrichter im Einsatz.